# آروس بابالیان
آروس گریگوری بابالیان (ارمنی: Արուս Գրիգորի Բաբալյան؛ زاده ۱۲ ژوئن ۱۸۹۳ - درگذشته ۱۱ مهٔ ۱۹۸۲) خواننده، آموزگار موسیقی، نوازنده پیانو اهل ارمنستان بود وی بین سال‌های - تا - میلادی فعالیت می‌کرد.

## زندگی‌نامه
وی در ۲۵ ژوئن [سبک قدیمی: ۱۲ ژانویه] ۱۸۹۳ در تفلیس در به دنیا آمد و از کنسرواتوار دولتی وانو ساراجیشویلی تفلیس (۱۹۲۱) فارغ‌التحصیل گشت. وی در کنسرواتوار دولتی کومیتاس ایروان، تئاتر مارجانیشولی گرجستان، تئاتر دراماتیک ارمنی پتروس آدامیان تفلیس و کالج دولتی موسیقی کارا-مورزا گیومری فعالیت می‌کرد. وی همچنین برنده جوایزی همچون چهره هنری شایسته ارمنستان شوروی (۱۹۵۴) شد. وی در ۱۱ مهٔ ۱۹۸۲ در سن ۸۹ سالگی در تفلیس درگذشت.